# 2. huzarski polk (Avstro-Ogrska)
Za druge 2. polke glejte 2. polk.
2. huzarski polk je bil konjeniški polk avstro-ogrske skupne vojske.

## Zgodovina
Polk je bil ustanovljen leta 1743. 

### Prva svetovna vojna
Polkovna narodnostna sestava leta 1914 je bila sledeča: 89% Madžarov in 11% drugih.
Polkovne enote so bile garnizirane v Braşovu.

## Poveljniki polka
- 1859: Ignaz von Fratricsevics[5]
- 1865: Ignaz von Fratricsevics[6]
- 1879: Rudolf Gaffron von Oberstradam[7]
- 1908: Julius Rainer von Lindenbüchl[8]
- 1914: Emmerich Zabratzky de Szada[9]